# 土曜ワイドハッピーTOKYO
土曜ワイド 吉田照美のハッピーTOKYO（どようワイド よしだてるみのハッピートーキョー）とは、1988年4月16日から1991年4月6日にかけて、TBSラジオで毎週土曜日に生放送されていたワイド番組。

## 概要
TBSラジオ土曜の生ワイド『土曜ワイドラジオTOKYO』シリーズの第5弾。前身の毒蝮三太夫の土曜ワイド商売繁盛は途中から放送時間が短縮され午前中2時間だけの放送だったが、この番組からお昼をまたぐ長時間ワイドが復活し、午後の部にはトヨタ自動車とトヨタディーラー（現在は「トヨタの販売店」のクレジット）の協賛が入った。またこの番組から、一連の土曜ワイドシリーズで使われている「TOKYO」がタイトルに復帰した。これは、TBSラジオの前身である「ラジオ東京」に由来する。 新聞のラテ欄においては『吉田照美の土曜ワイド』と書かれていた。

## 出演者
- 吉田照美（フリーアナウンサー、パーソナリティ）
- 毒蝮三太夫（1988年4月 - 1989年3月）
- 井森美幸（1988年4月 - 1988年9月）
- 渡瀬マキ（1988年10月 - 1989年9月、在任当時はLINDBERGが結成前後の時期だが、この番組では本名の「渡瀬麻紀」名義で出演していた。）
- 小林千絵（1989年10月 - 終了まで）
- 小林豊（1990年4月 - 終了まで）
- 笑福亭笑瓶
- 今村稔（ニュースデスク。- 1989年3月）
- 土屋統督（ニュースデスク。1989年4月 - 6月）
- 中村欣資（ニュースデスク。1989年7月 - 12月）
- 樂衛（ニュースデスク。1989年12月 - 1990年6月）
- 杉山真喜人（ニュースデスク。1990年7月 - 終了まで）

## 放送時間
- 9:00 - 14:00（1988年4月16日 - 1989年4月8日）
- 8:30 - 14:00（1989年4月15日 - 1991年4月6日）

## 番組内コーナー
- 8時台（1989年4月から）
  - ひとこと言わせろ（1989年4月 - 1989年9月）
  - 花の土曜日いきなりラッキーチャンス（1989年10月 - 終了まで）
  - 都民ニュース、交通情報
- 9時台
  - まむしの横丁ザ・ワールド（- 1989年3月）
  - てるみのスパイ大作戦（1989年4月 - 1990年3月）
  - TOKYOハッピー探検隊（1990年4月 - 終了まで）
  - 交通情報
  - てるみのハッピートーク
  - TBSニュース、天気予報、交通情報
- 10時台
  - まむしの結婚バンザイ!（1988年4月 - 1989年3月）
  - それいけ東京ウルトラ大作戦（1989年3月 - 終了まで）
  - 小林豊の東京生中継
  - てるみと遊ぼうピッポッパ
  - 交通情報
  - 照美と白ヤギさん倶楽部（1989年10月 - 終了まで）
  - お待ちかねビッグマッチ（1989年10月 - 終了まで）
  - TBSニュース、交通情報
- 11時台
  - カンガルー・チャンピオン電リク 〜歌謡王座決定戦!〜（1988年4月 - 1989年9月）
  - カンガルー・リクエストアワー ハッピーサウンドステーション（1989年10月 - 1990年9月）
  - ポップオンサタデー（1990年10月 - 終了まで）

（途中、交通情報あり）
  - 交通情報、天気予報
- 12時台 - 13時台
12時台以降は番組上のタイトルが「TOYOTAビッグサタデー 吉田照美の土曜は満点!」となり、サウンドステッカー等も午前中とは異なるものとなっていた。これは開始前、森末慎二がパーソナリティだった同名の番組[1]を『土曜ワイドラジオTOKYO』に統合させたためで、『永六輔その新世界』でもしばらく続けられた。
  - お昼のTBSニュース
  - ゲストコーナー
  - クイズで満点
    - まむしのヒューマンクイズ（ - 1989年3月）
    - 昼下がりのマリリン
    - 電話で満点・カムカムエブリフォン
    - えのきどいちろう 土曜ホットアングル（1990年4月 - ）
    - Fun to クイズ→笑福亭笑瓶の満タンクイズ　- 担当はいずれも笑福亭笑瓶。前者のコーナー名はトヨタ自動車のキャッチフレーズ「Fun to Drive」から引用したもの。

  - TBSニュース、交通情報